# Mateh Jehuda

Matteh Jehudah (dunkelgrün) auf einer Karte Israels

Die Regionalverwaltung Mateh Jehuda (hebräisch מוֹעָצָה אֵזוֹרִית מַטֶּה יְהוּדָה Mōʿatzah Asōrīt Maṭṭeh Jəhūdah, deutsch ‚Regionaler Rat des Stammes Juda‘) ist eine Regionalverwaltung in Israels Bezirk Jerusalem. Sie ist nach einem der zwölf Stämme Israels, dem Stamm Juda benannt.

## Lage
Das Gebiet der Regionalverwaltung umfasst im Osten Teile der Jerusalemer Berge im Judäischen Bergland und grenzt an die westliche Stadtgrenze von Jerusalem. Das westliche Gebiet umfasst Teile der nördlichen Schfelah. Gegründet wurde Mateh Jehuda am 25. Juni 1964, als 4 kleinere Verwaltungseinheiten zusammengefasst wurden. Über 50 % des Gebietes besteht aus Wald, Nationalparks und Naturschutzgebieten sowie archäologischen Stätten.

## Gliederung
- 8 Kibbuzim: → Liste der Kibbuzim
- 41 Moschavim: → Tabelle der Moschavim
- 4 Gemeinschaftssiedlungen: Givʿot Eden[3], Nataf, Srigim und Tzur Hadassa; → Tabelle der Gemeinschaftssiedlungen
- 2 jüdische Ortschaften: Gizo und Motza ʿIllit
- 2 arabische Ortschaften: Ein Naqquba und Ein Rafa
- 1 arabisch-jüdische Ortschaft: Newe Schalom
- (Regionalbezirk) Chevel Adullam, 1957 gegründet, 15 Ortschaften
- Weitere Einrichtungen: Kloster Deir Rafat, Agrarschule ʿEin Kerem, Eitanim, Gedenkstätte der deportierten Juden Frankreichs, Givʿat Schemesch, Jedida, Kfar Zoharim, Jugenddorf Kirjat Jeʿarim

## Einwohner
Die Einwohnerzahl beträgt 62.517 (Stand: Januar 2022).
Das israelische Zentralbüro für Statistik gibt bei den Volkszählungen vom 22. Mai 1961, 19. Mai 1972, 4. Juni 1983, 4. November 1995 und vom 28. Dezember 2008 für die Regionalverwaltung folgende Einwohnerzahlen an:
| Jahr der Volkszählung | 1961   | 1972   | 1983   | 1995   | 2008   |
| Anzahl der Einwohner  | 15.800 | 16.600 | 23.000 | 24.500 | 39.700 |

## Gemeindepartnerschaft
- Vantaa, Finnland, seit 1967
- Landkreis Würzburg, Bayern, Deutschland, seit 1997
- Nümbrecht, Nordrhein-Westfalen, Deutschland, seit 8. November 2008